# 1940 Whipple
1940 Whipple eller 1975 CA är en asteroid i huvudbältet som upptäcktes den 2 februari 1975 av Harvard College Observatory. Den är uppkallad efter den amerikanske astronomen Fred Whipple.
Asteroiden har en diameter på ungefär 37 kilometer.